# 東急7200系電車
東急7200系電車（とうきゅう7200けいでんしゃ）は、1967年（昭和42年）3月27日に営業運転を開始した東京急行電鉄（以下 東急）の通勤形電車。1972年（昭和47年）までに53両が導入された。

## 概要
東急では1962年（昭和37年）から東横線の輸送力増強および地下鉄日比谷線乗り入れ用として7000系を設計・導入し、1966年（昭和41年）からは田園都市線の溝の口駅 - 長津田駅間延伸用に引き続き7000系を増備した。
しかし、7000系は地下鉄乗り入れに必要な性能を満たすため全電動車方式であり、東横線では急行用としてもその性能が生かされたが、東横線以外の各線（田園都市線、目蒲線、および池上線）では必ずしもそこまでの性能を必要としておらず、導入費および保守費の高さが問題となっていた。
そこで、7000系の両数が134両に達した1967年（昭和42年）に、MT比（動力車と付随車の構成比）を1対1としたモデルチェンジ車として本形式を設計・導入した。

## 車両概説

### 車体
7000系同様の18m級オールステンレス車体（アルミ合金で製造された2両を除く）で、側面の客用ドアは3か所設けられている。正面は「く」の字状に上下左右に折れ曲がった「ダイヤモンドカット」と呼ばれる特徴的なデザインを有する。
連結面は広幅貫通路であるため、後の3両編成化時に連結面と編成中間に組み込まれたデハ7200形の運転台側を連結する際は、8500系の付随車代用としてクハ8000形を組み込んだ編成の当該連結面や貫通扉増設車の連結面と同様に、連結面側の貫通路をステンレス板で狭めて対応していた。
車内はベージュ色の化粧板で構成、座席表地はえんじ色、床敷物は茶色のロンリウム材を使用した。客用ドア、各開戸（ひらきど。乗務員室側開戸・がわひらきど、仕切開戸、貫通開戸）はステンレス車はステンレス製、後述のアルミ合金車はアルミ合金製である。

### 構造
車両番号の下2桁が50番台の車両は東洋電機製造（東洋）製の制御装置を搭載し、それ以外の車両は日立製作所（日立）製の制御装置を搭載する。なお、当初は東洋車についても0番台であったが、途中で変更・改番されており、併せて日立車にも改番が発生した。
1966年度製造車
|                       | ← 大井町長津田 → |                 |                 |                 |
| 形式                  | デハ7200 （Mc）  | クハ7500 （Tc） | デハ7200 （Mc） | クハ7500 （Tc） |
| 車両番号 （変更なし） | 7201 7203        | 7501 7503       | 7202 7204       | 7502 7504       |
| 車両番号 （東洋車）   | 7205 （→7251）   | 7505 （→7551）  | 7206 （→7252）  | 7506 （→7552）  |

1967年度製造車
|                     | ← 大井町長津田 →              |                               |                 |                 |
| 形式                | デハ7200 （Mc）               | クハ7500 （Tc）               | デハ7200 （Mc） | クハ7500 （Tc） |
| 車両番号 （日立車） | 7209 （→7205）                | 7509 （→7505）                | 7210 （→7206）  | 7510 （→7506）  |
| 車両番号 （東洋車） | 7207 （→7253） 7208 （→7254） | 7507 （→7553） 7508 （→7554） | 7211 （→7255）  | 7511 （→7555）  |

- 1967年12月、カッコ内の番号に改番

制御は抵抗制御方式、日立車は電動カム軸式のMMC-HTR-10B形（直列10段、並列8段、弱め界磁5段・回生9段）を採用し、東洋車はACRF-H4110-764A形（直列11段、並列9段）が採用され、弱め界磁と回生制動はコミテータ方式の界磁調整器による超多段制御を使用する。回生ブレーキは高速から20 km/h程度まで幅広い範囲で使用可能となっている。主電動機には出力110 kWの複巻電動機を採用し、東洋車がTDK841-A1・日立車がHS-833-Irbである。歯車比は両者とも86:15 ≒ 5.73とされた。
旧5000系と同じく1M方式で、電動車と付随車（制御車）の組み合わせにより自在に経済的な編成を組成することが可能である。同系よりも定格速度は低い。起動加速度はMT比1:1で2.5km/h/s、2:1で2.8km/h/s、3:1で3.2km/h/sである。
目蒲線・池上線での運用を考慮し、車幅を地方鉄道車両定規に収め、当時の東急の鉄道線全線に入線可能とした。地上線専用として屋根・天井が高くなった車体断面は8000系へとつながる。
オールステンレス車両が故、車体が腐食する心配がないと判断したため、東急の軌道線用のデハ150形に続いて、関東大手私鉄の鉄道線用車両で戦後初めて1段下降式窓を採用した。
冷房装置は8000系と同一の分散式を各車に4基搭載する。装置は東京芝浦電気（現・東芝）製のRPU-2204形（冷房能力8,000 kcal/h・三相交流200V電源）を屋根上に4基を搭載するもので、1984年（昭和59年）以降の冷房改造車では低騒音と省エネルギー化が図られたRPU-2204AJ形となる。
台車は電動車がTS-802形、付随車はPIII-707形パイオニア台車とした。軸距は2,100 mm、基礎ブレーキは、動力台車が片押し式踏面ブレーキ構造、付随台車は1軸1枚のディスクブレーキであった。PIII-707形パイオニア台車は、1990年以降に8000系クハ8000形のTS台車への交換に伴い、余剰となったPIII-708形台車（PIII-708形台車は1軸2ディスクに改造済）に交換された。
| 形式       | ステンレス車 非冷房 | ステンレス車 冷房車 | アルミ車 （非冷房） | 備考                                                   |
| デハ7200形 | 33.3 t              | 34.0 t              | 30.1 t              |                                                        |
| デハ7300形 | 31.0 t →32.5 t      | 33.0 t              | なし                | 補機搭載前→補機搭載後                                  |
| デハ7400形 | 32.5 t              | 33.0 t              | なし                |                                                        |
| クハ7500形 | 21.0 t              | 24.0 t 24.5 t       | 17.9 t              | ステンレス車PIII-708形台車に交換後25.0 t、25.5 tに増加 |

1. ↑  50 kVA-SIV搭載車。
2. ↑  90 kVA-MG・90 kVA-SIV搭載車。

## 形式
当初の計画ではデハ7200形 (Mc)、デハ7300形 (M)、サハ7400形 (T)、クハ7500形 (Tc) の4形式を予定していたが、実際に製造されたのは下記の4形式53両である。なお、以下に示す番号は改番後のものである。
デハ7200形
1967年に登場した渋谷向き制御電動車。オールステンレス車が22両（日立車12両：デハ7201 - 7212、東洋車10両：デハ7251 - 7260）とアルミ車が1両（日立車：デハ7200）製造された。
デハ7300形
1969年に登場した中間電動車。オールステンレス車が3両（日立車2両：デハ7301 - 7302、東洋車1両：デハ7351）製造された。
当初は4両編成用の中間車として製造されたため電動発電機と空気圧縮機を搭載していなかったが、3両編成化を考慮して1980～81年にかけて全車がこれらの機器を搭載した。この際空気圧縮機のみは旧品のC-1000形が流用されたが（デハ7200・7400形はHB-1500形）、1987年にHS-20G形に交換されている。
デハ7400形
1969年に登場した中間電動車。オールステンレス車が4両（日立車2両：デハ7401 - 7402、東洋車2両：デハ7451 - 7452）製造された。
デハ7300形と違い、製造当初より電動発電機と空気圧縮機を搭載するため形式が分けられた。東洋車がデハ7300形より1両多いのは下記の目蒲線用新製冷房車に3両編成の中間車として製造されたためである。デハ7402から7600系に編入改造されたデハ7673も当初は本形式のままであったが、更新時にデハ7670形に編入されている。
クハ7500形
1967年に登場した桜木町向き制御車、オールステンレス車が22両（日立車12両：クハ7501 - 7512、東洋車10両：クハ7551 - 7560）とアルミ車が1両（日立車：クハ7500）製造された。冷房化後は電源用の電動発電機（MG）または静止形インバータ（SIV）を搭載した。
後述するが冷房用の補助電源装置（三相交流200Vを出力）は1972年（昭和47年）改造・新製の3両は90 kVA-MG、1984年（昭和59年）以降の改造車は8000系サハ8300形発生品の50 kVA-SIVまたは新品の90 KVA-SIVである。

## アルミ試作車
1967年（昭和42年）12月12日にアルミ車体の試作車両（7200 - 7500号）が導入された。これはメーカーであり東急グループである東急車輛製造のアルミ車製作技術習得の目的があった。製造方法は東急車輛製造独自のもので、車体寸法や電機品はステンレス車に合わせている。骨組みとなる梁や柱類は押出形材を使用、側窓下の腰板には波板を使用した。当初、外板表面はクリアラッカーを塗装していたが、汚れが目立ちやすかったため後にメタリックグレーに塗装された。
| こどもの国線で運用されていたころの東急7200系アルミ車（1985年8月 / こどもの国駅）  |  | 東急7200系事業用車（2007年2月25日 / つくし野駅）  |
| こどもの国線で運用されていたころの東急7200系アルミ車 （1985年8月 / こどもの国駅） |  | 東急7200系事業用車 （2007年2月25日 / つくし野駅） |

当初は他の7200系編成とともに運用され、旧田園都市線（現・大井町線）と東横線を経て、1980年（昭和55年）から1989年（平成元年）までこどもの国線専用車として活躍した。この際、黄緑色の帯を車体に貼り、こどもの国のマークを貼って運転された。

### 事業用車への改造
その後の田園都市線のATC化に伴い、先代の動力車デハ3499と架線検測車デヤ3001が同線を走行できなくなるのを受けて、デハ7200は両運転台・動力車化の改造を受けてデヤ7200に、クハ7500は両運転台・電動車（7600系デハ7673への改造に伴い捻出されたデハ7402の電装品を利用）・架線試験車化の改造を受けてデヤ7290とした。7200は改造当初デハのままであったが、1996年にデヤへと変更されている。両運化に伴う新設側運転台は、切妻形で配管が露出し方向幕は正面左側窓に吊り下げ式の簡易な構造。両車ともATC車上装置を搭載し、マスコンは他系列と共通のワンハンドル式としたが、ブレーキ方式は他系列の電気指令式 (HRD) とは異なり、新造時からの電磁直通式HSC-RをHRDに近い機構に改造して使用している。また、HRDの他、9000系などのHRAブレーキの制御指令の読み替えをすることもできるが、新3000系などのHRDAには対応していない。なお、後述するサヤ7590のブレーキはHRDとなっている（後述）。車体が黄・赤・青の派手な塗装であることから「派手車」という愛称もあった。また、デヤ7200の室内戸袋部にはこどもの国線専用車時代のイラストが広告枠ごと残されていた。

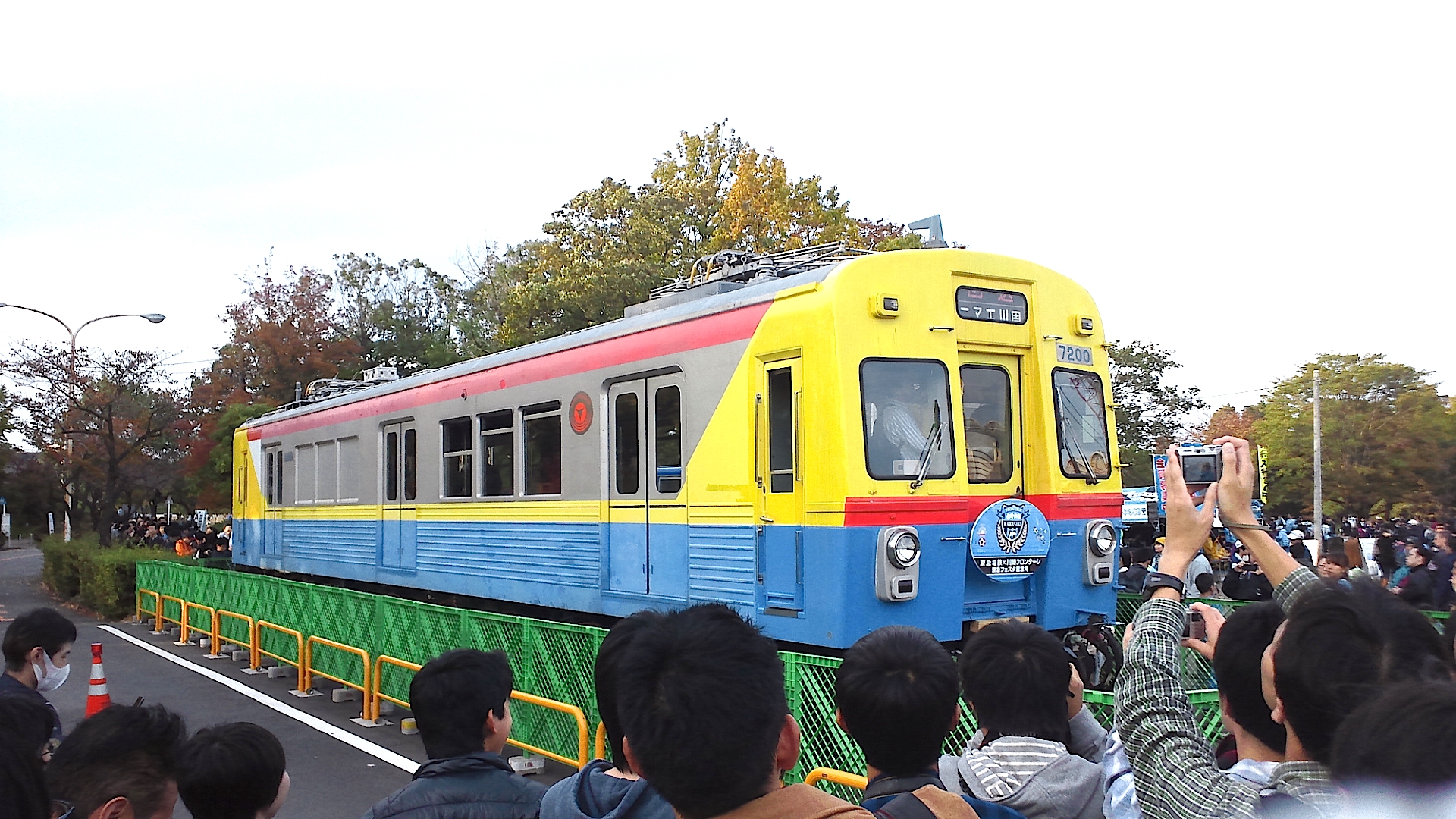
廃車前日の2013年11月10日、等々力陸上競技場前広場で展示されたデヤ7200

奇数月に東急全線および横浜高速鉄道みなとみらい線を3両で検測走行した他（軌道線の世田谷線は除く）、不定期でサヤ7590を抜いた2両でATC車上装置を搭載しない池上線・東急多摩川線の車両（ATC車上装置を搭載する7000系は除く）の車輪転削や検査などでの回送牽引車として使用された。界磁制御器を撤去しているため、回生ブレーキ機能を持たないほか、力行時の弱め界磁制御ができないため中速以上の加速性能も悪くなっている。
2012年3月に新検測車となる7500系「TOQ i」が導入されるのに伴い、同年2月26日にさよなら運転を行った。一方デヤ7200は2013年11月10日のJリーグ・川崎フロンターレの試合前イベントとして等々力陸上競技場前広場で展示・公開後に解体。デヤ7290も2014年9月の「東急電車まつり in 長津田」で展示されたのを最後に廃車となった。

## サヤ7590形

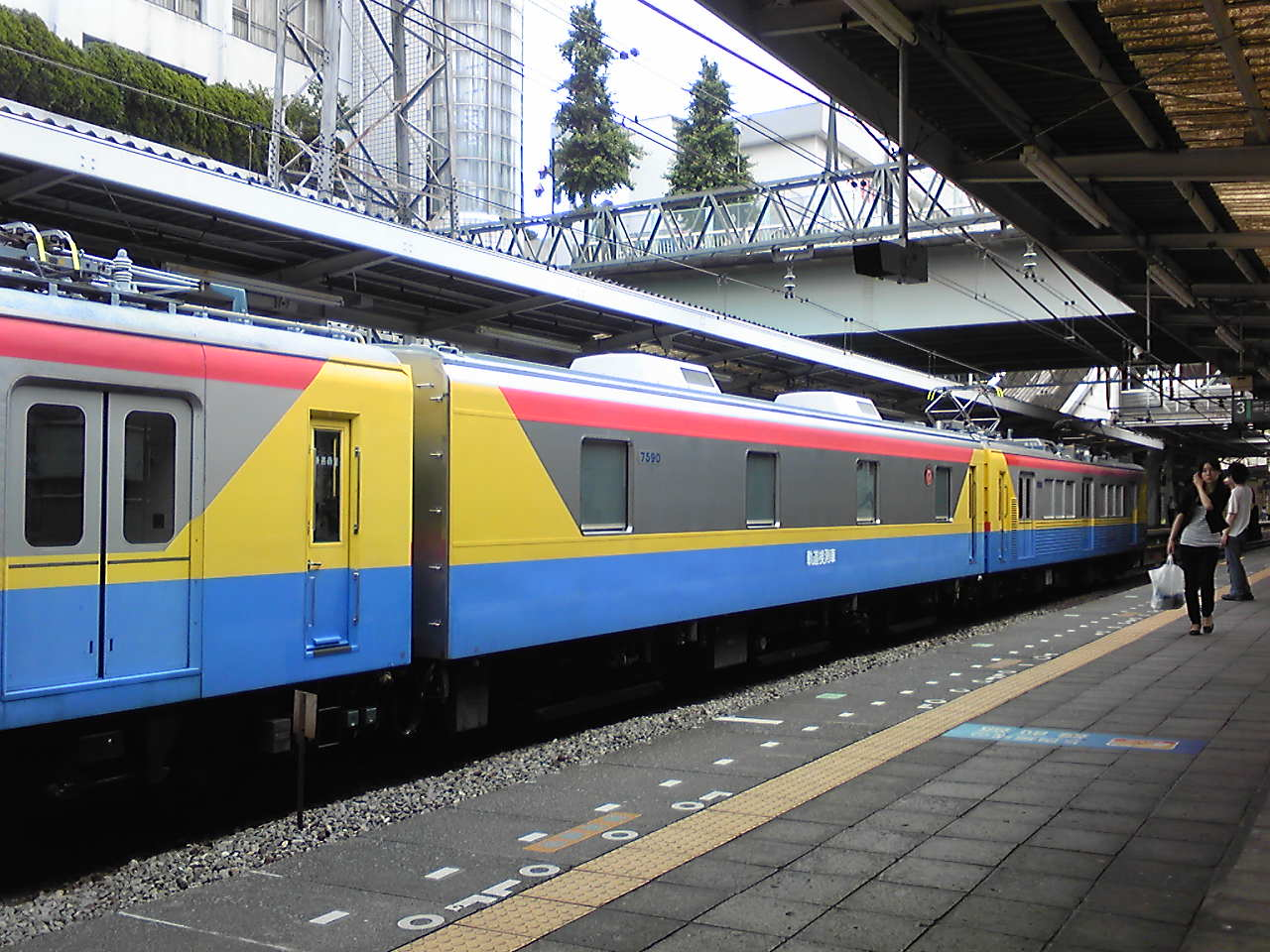
サヤ7590

当時検測車として使用されていたデヤ7200・デヤ7290に組み込んで使用する軌道検測車として、サヤ7590が1998年（平成10年）1月に製造された。入籍は同年3月30日、本格的な稼動は同年5月20日からである。デヤ7200形置き換え後は、連結相手を7500系「TOQ i」に変更し、継続して使用されている。
車体は、東急の車両では初となるビードのないステンレス鋼製となっており、塗装は当時使用されていた検測車デヤ7200・デヤ7290に合わせたカラーリングをまとっている。連結面寄りは8000系同様の貫通開き戸を設置しているほか、側面には作業者の出入り用の側開き戸が設置されている。側面には側窓が4か所設置されており、中央の2か所は固定窓、連結面寄りの2か所は開閉可能な下降窓構造となっている。空調装置は9,000kcal/h容量の冷房装置を2台搭載し、車内には扇風機3台が設置されている。
台車については、検測装置を取り付けることから、3台車方式となっている。両端（連結面寄り）の台車はTS-333形で空気ばね方式、中間の台車はTS-334形でコイルばね方式である。いずれも軸箱支持は軸箱守（ウイングばね）方式で、基礎ブレーキ装置はTS-333形のみ両抱き踏面ブレーキを装備しており、中間台車のTS-334形にはブレーキを装備していない。
台車には渦電流式変位検出器、光式レール変位検出器、ガードレール検出器といった各種検出器が装備されている。また、軌道検測時の精度を確保するため、滑走防止装置が設けられている。連結器は動力車との頻繁な連結・解放作業が行われることから、自動密着連結器構造となっている。
室内は、当時主力車両として使用されていた8000系の室内更新車に準じた内装カラーとしている。室内の中央付近は高床構造として検測機器を設置している。上り側（渋谷寄り）にはロッカーと打ち合わせ用のテーブルを配置し、下り寄りには3人掛けのロングシートが両側面に設置されている。
本車両に搭載される軌道検測装置は以下の10点で構成されている。
- 変換器（9台：通り変換器3台・高低変換器6台）
- 渦電流式変位検出器（6台）
- 光式レール変位検出器（2台）
- 動揺加速度検出器（2台）
- ファイバージャイロ装置（1台）
- ガードレール検出器（4台）
- 距離パルス発生器（1台）
- 電源装置（2台・無停電電源装置を含む）
- 演算処理装置（3台）
- データ処理装置（1台）

## 運用
多摩田園都市の開発により、急速に乗客が増加していた田園都市線へ1967年（昭和42年）から1968年（昭和43年）にかけて導入されたほか、1972年（昭和47年）5月には7260編成（3両：デハ7260-デハ7452-クハ7560）が目蒲線初の冷房車として導入された。これは東横線などへの冷房車の投入などに比して、旧型車がほとんどの目蒲線・池上線との格差の発生に配慮したものといわれている。
田園都市線時代は大井町駅 - 鷺沼駅間を4両編成で、鷺沼駅で2両を切り離して以西を2両編成で運転していたため、2両 + 2両の編成を基本としていた。1969年（昭和44年）春にデハ7300形、デハ7400形3編成分（6両）が増備されたが、田園都市線では過剰性能となるため、東横線に転属した。転属後は4両編成 + 2両編成で6両編成を組んで、主に急行列車に使用された。1974年（昭和49年）4月から東横線急行の8両編成化に伴い、さらに2両編成3本が東横線に転属した	。
東横線の6両編成（1969年4月以降）
|          | ← 渋谷桜木町 →  |                |                |                 |                 |                 |
| 形式     | デハ7200 （Mc） | デハ7300 （M） | デハ7400 （M） | クハ7500 （Tc） | デハ7200 （Mc） | クハ7500 （Tc） |
| 車両番号 | 7211 7212 7259  | 7301 7302 7351 | 7401 7402 7451 | 7511 7512 7559  | 7210 7257 7258  | 7510 7557 7558  |

東横線の8両編成（1974年4月以降）
|          | ← 渋谷桜木町 →  |                |                |                 |                 |                 |                 |                 |
| 形式     | デハ7200 （Mc） | デハ7300 （M） | デハ7400 （M） | クハ7500 （Tc） | デハ7200 （Mc） | クハ7500 （Tc） | デハ7200 （Mc） | クハ7500 （Tc） |
| 車両番号 | 7211 7212 7259  | 7301 7302 7351 | 7401 7402 7451 | 7511 7512 7559  | 7210 7207 7258  | 7510 7507 7558  | 7205 7208 7257  | 7505 7508 7557  |

- 上記以外の7260編成（3両）は目蒲線、それ以外は田園都市線で2両 + 2両の4両編成で運用。

### 冷房車
1972年4月、デハ7251 - 7254とクハ7551 - 7554の8両（2両編成4本）に冷房化（東急車輛製造に輸送して改造）が実施され、田園都市線初の冷房車として運用された。ただし、冷房電源の90kVA電動発電機（MG）はクハ7552、7554のみ搭載していることから、7251編成と7253編成は、7252編成または7254編成と連結しないと冷房が使用できない。このほか、前述の7260編成が目蒲線用の冷房車。
田園都市線
|          | ← 大井町すずかけ台 → |                 |                 |                 |
| 形式     | デハ7200 （Mc）      | クハ7500 （Tc） | デハ7200 （Mc） | クハ7500 （Tc） |
| 搭載機器 | Cont BT,CP.MG        |                 | Cont BT,CP.MG   | 90MG            |
| 車両番号 | 7251 7253            | 7551 7553       | 7252 7254       | 7552 7554       |

目蒲線
|          | ← 目黒蒲田 →    |                |                 |
| 形式     | デハ7200 （Mc） | デハ7400 （M） | クハ7500 （Tc） |
| 搭載機器 | Cont BT,CP.MG   | Cont BT,CP.MG  | 90MG            |
| 車両番号 | 7260            | 7452           | 7560            |

- Cont：制御装置、CP：空気圧縮機、BT：蓄電池、MG：電動発電機、90MG：冷房電源用90 kVA電動発電機

### 東横線への集結

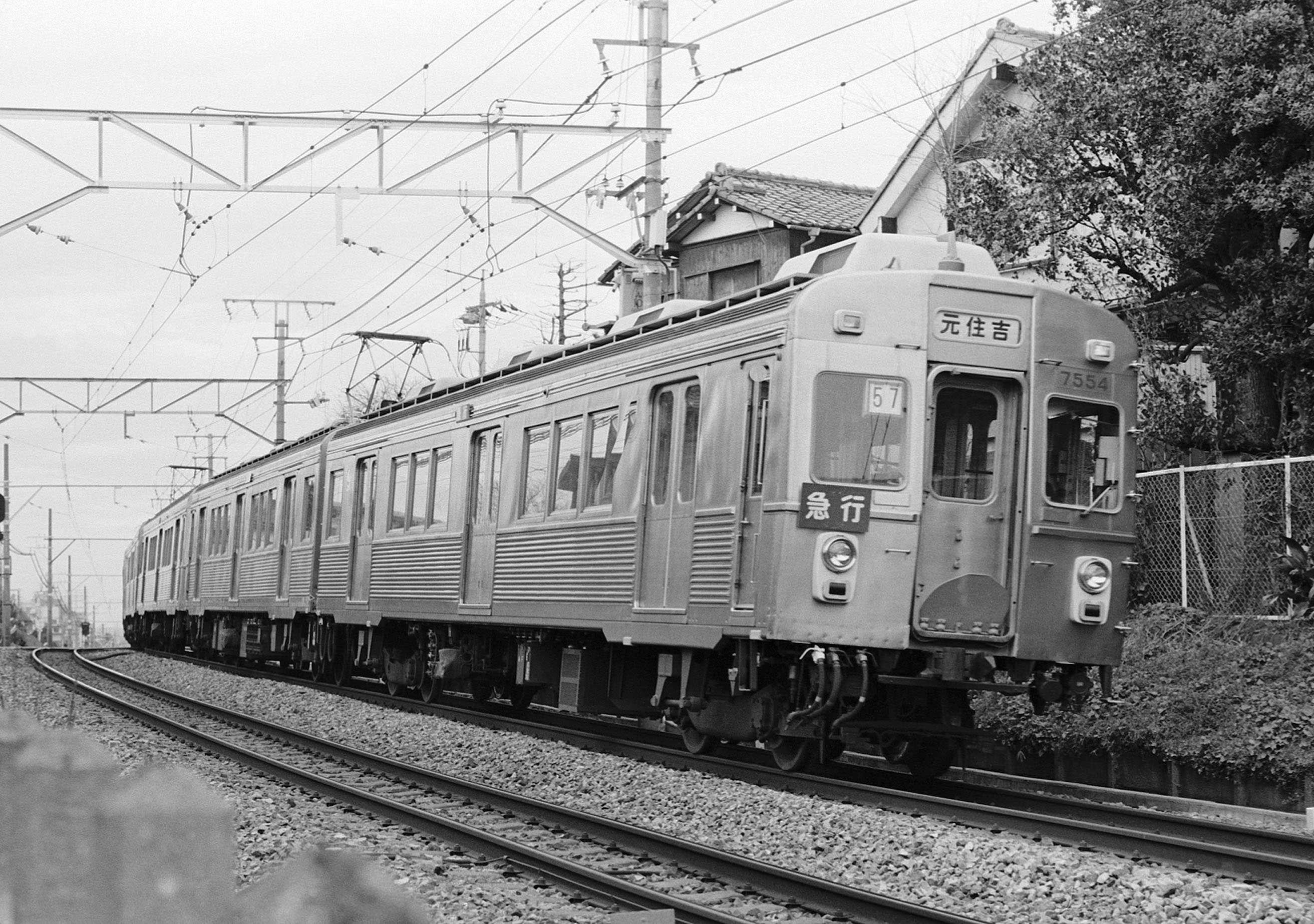
東横線 都立大学駅 - 自由が丘駅間を走行する7200系
（1980年3月）

1979年（昭和54年）8月12日、田園都市線大井町 - 二子玉川園 - つきみ野間は、大井町線大井町 - 二子玉川園間と新玉川線渋谷 - 二子玉川園間・田園都市線二子玉川園 - つきみ野間に系統分離される。このため、田園都市線・新玉川線用の車両は地下鉄半蔵門線乗り入れに対応した8500系に統一されることになり、東横線で運用していた8500系は田園都市線・新玉川線に集結した。逆に田園都市線で運用されていた本形式は、目蒲線用の3両を除いて全車両が東横線に転属した。7251編成 + 7252編成 + 7253編成 + 7254編成はオール冷房車の8両編成として運用され、それ以外は6両編成で運用された（非冷房車 7本）。
|          | ← 渋谷桜木町 →      |                     |                     |                     |                     |                     |                                           |                                           |
| 形式     | デハ7200 （Mc）     | クハ7500 （Tc）     | デハ7200 （Mc）     | クハ7500 （Tc）     | デハ7200 （Mc）     | クハ7500 （Tc）     | デハ7200 （Mc）                           | クハ7500 （Tc）                           |
| 車両番号 | 7251                | 7551                | 7252                | 7552                | 7253                | 7553                | 7254                                      | 7554                                      |
| 形式     | デハ7200 （Mc）     | クハ7500 （Tc）     | デハ7200 （Mc）     | クハ7500 （Tc）     | デハ7200 （Mc）     | クハ7500 （Tc）     | ※7251編成8両は冷房車 ※7260編成3両は目蒲線 | ※7251編成8両は冷房車 ※7260編成3両は目蒲線 |
| 車両番号 | 7201 7203 7206 7255 | 7501 7503 7506 7555 | 7202 7204 7209 7256 | 7502 7504 7509 7556 | 7200 7205 7208 7257 | 7500 7505 7508 7557 | ※7251編成8両は冷房車 ※7260編成3両は目蒲線 | ※7251編成8両は冷房車 ※7260編成3両は目蒲線 |
| 形式     | デハ7200 （Mc）     | デハ7300 （M）      | デハ7400 （M）      | クハ7500 （Tc）     | デハ7200 （Mc）     | クハ7500 （Tc）     | ※7251編成8両は冷房車 ※7260編成3両は目蒲線 | ※7251編成8両は冷房車 ※7260編成3両は目蒲線 |
| 車両番号 | 7211 7212 7259      | 7301 7302 7351      | 7401 7402 7451      | 7511 7512 7559      | 7210 7207 7258      | 7510 7507 7558      | ※7251編成8両は冷房車 ※7260編成3両は目蒲線 | ※7251編成8両は冷房車 ※7260編成3両は目蒲線 |

東横線での急行運用時は7000系・6000系・8000系と同様に先頭車の前面と側面に「急行」の種別板を掲出して運用していた。一方、田園都市線での通勤快速運用時は先頭車の前面に丸形の「快速」種別板を掲出して運用していた。運行番号の表示は車内の車掌台側前面窓に「運行番号札」を掲出していたが、後年に手動式の運行番号表示器が新設された。

### 大井町線・目蒲線・池上線への転属
1980年（昭和55年）6月以降は東横線への8000系列の増備に伴い、東横線の6両編成2本は5両編成2本と2両編成1本に組み替えられ、大井町線に転属した。このうち2両編成1本はアルミ試作車で、同年7月からこどもの国線専用車して運用された。1981年（昭和56年）4月からは大井町線に本形式を含む18 m車による6両編成での運転が開始された。1981年5月時点では、東横線用に8両編成2本、目蒲線用に3両編成2本、大井町線用に6両編成4本、5両編成1本、2両編成1本（こどもの国線用）の在籍となる。
1983年（昭和58年）10月、東横線からは完全に撤退した。この転属時にデハ7300形・デハ7400形（4両）は冷房化改造を実施し、3両編成の中間車として運用される。1984年（昭和59年）5月時点では7251 - 7254編成にデハ7300形・デハ7400形を組み込んだ3両編成として、目蒲線・池上線の冷房車として配属された。池上線では田園都市線、目蒲線に遅れること12年、初めての冷房車となった。ただし、一部は非冷房のまま目蒲線・池上線に転入し、後に冷房化した編成も存在した。また、中間車はデハ7300・7400形が合わせて7両しかなく、不足分はデハ7200形を組み込むことで対応していた。
1987年（昭和62年）には、目蒲線・池上線に7200系全車を集約させる際に、M車（電動車）が不足しTc車（制御車）が余剰となることから、クハ7500形6両が7600系に改造された。その後、断続的に改造が行われ、最終的には9両が7600系となる。また、同年にアルミ車を除くすべての7200系の冷房化が完了した。
1988年（昭和63年）春から、先頭車の前面に赤帯が施された。ただし、編成の中間に組み込まれた先頭車には貼られなかった車両もある。1989年（平成元年）には、同年3月19日からの目蒲線4両編成化に伴い、7600系を含む全編成が池上線配属となった。
池上線1989年12月時点
|          | ← 五反田蒲田 →                     |                                    |                                    |
| 形式     | デハ7200 （Mc）                    | デハ7200 （Mc）                    | クハ7500 （Tc）                    |
| 車両番号 | 7201 7203 7204 7206 7209 7256 7259 | 7212 7202 7210 7208 7207 7257 7258 | 7501 7502 7504 7508 7507 7557 7558 |
| 形式     | デハ7200 （Mc）                    | デハ7300 デハ7400 （M）            | クハ7500 （Tc）                    |
| 車両番号 | 7205 7211 7251 7252 7253 7254 7260 | 7401 7301 7351 7451 7302 7402 7452 | 7505 7511 7551 7552 7553 7554 7560 |
| 形式     | デハ7200 （Mc）                    | デハ7600 （M2c）                   | デハ7650 （M1c）                   |
| 車両番号 | 7255                               | 7603                               | 7653                               |

- 上記の出典[30]
- 7255号は7600系2両と編成を組んでいた[30]。このほか、7600系7601編成・7602編成が在籍[30]。

### 目蒲線で最後の活躍

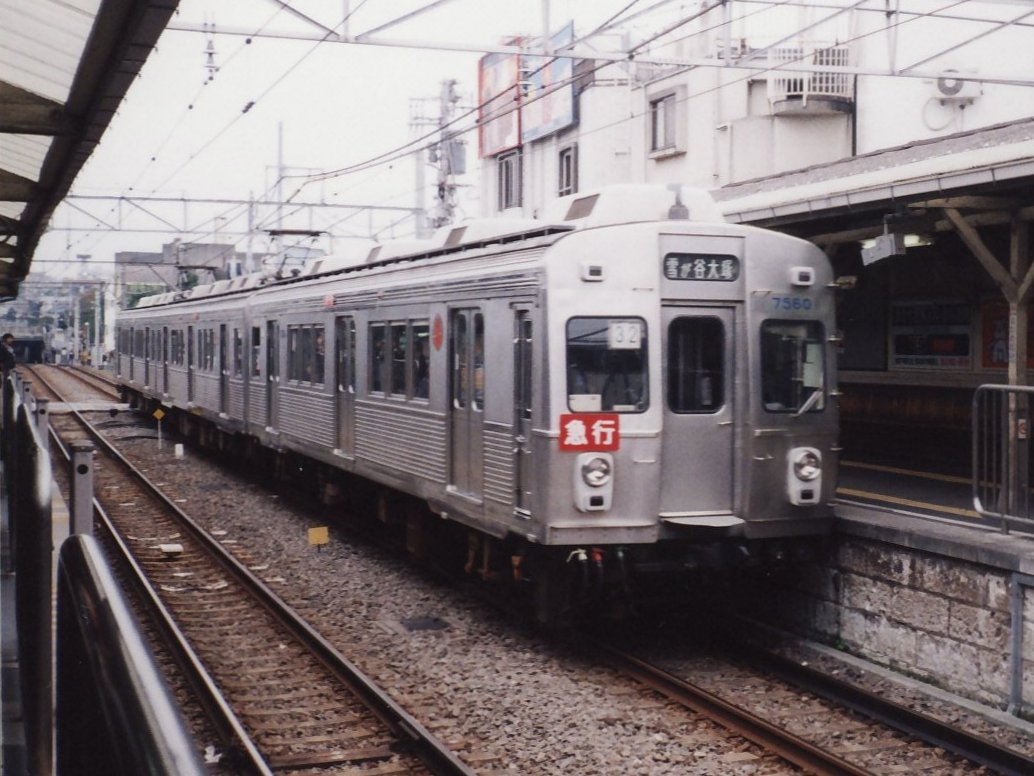
7200系さよなら運転の様子
（2000年11月12日 / 旗の台駅）

1993年（平成5年）からは目蒲線で運用されていた1000系4両編成5本を池上線へ転属させるため、再度目蒲線での運用が始まる。ただし、1989年までとは異なり目蒲線は4両編成運転となったため、3両編成から4両編成への組み替えが伴った。池上線用の3両編成10本（30両）を組み替え、目蒲線用として4両編成5本（20両）が転属、余剰となった2両編成5本（10両）は廃車となり、上田交通に譲渡された。池上線には3両編成4本（12両）が残った。
4両編成化に伴い、鵜の木駅では目黒寄り1両の扉が閉め切り扱いとなったため、先頭に立つデハ7200形は床下の蓄電池を撤去して戸閉非扱い装置を設置した。目蒲線での4両編成は1993年（平成5年）2月10日から開始された。
その後、1995年（平成7年）から1996年（平成8年）にかけて7700系7912 - 7914編成の3両編成化・池上線への転属に伴い、同線に残っていた3両編成4本（12両）は4両編成3本に組み替えられ、目蒲線に転属した。目蒲線には4両編成8本（32両）が集結、このうち3M1T編成が7本、2M2T編成（7205編成）が1本であった。池上線での運用は1995年（平成7年）10月末が最後となった。
目蒲線最終運用時
|          | ← 目黒蒲田 →    |                         |                 |                 |
| 形式     | デハ7200 （Mc） | デハ7200 （Mc）         | デハ7300 （M）  | クハ7500 （Tc） |
| 車両番号 | 7201 7206       | 7212 7208               | 7301 7302       | 7501 7508       |
| 形式     | デハ7200 （Mc） | デハ7200 （Mc）         | デハ7200 （Mc） | クハ7500 （Tc） |
| 車両番号 | 7203 7209 7211  | 7256 7259 7204          | 7202 7207 7210  | 7502 7507 7504  |
| 形式     | デハ7200 （Mc） | デハ7300 デハ7400 （M） | デハ7400 （M）  | クハ7500 （Tc） |
| 車両番号 | 7251 7260       | 7351 7451               | 7401 7452       | 7554 7560       |
| 形式     | デハ7200 （Mc） | クハ7500 （Tc）         | デハ7200 （Mc） | クハ7500 （Tc） |
| 車両番号 | 7205            | 7552                    | 7255            | 7505            |

- 上記の出典[36]

後年の変化として、1995年（平成7年）より7201編成・7206編成・7203編成の3編成12両で化粧板修繕工事（化粧板取り替え）が実施された。1996年（平成8年）にはクハ7501とクハ7508のパイオニア台車を、7700系7915編成の改造工事により不要となった付随台車に交換した（TS-835形→TS-839A形に改造）。
2000年（平成12年）8月6日の目蒲線目黒 - 蒲田間から、目黒線目黒 - 武蔵小杉間と東急多摩川線多摩川 - 蒲田間の系統分離に伴い、8月4日をもって一般営業運転を終了した。同年11月12日に池上線と東急多摩川線でさよなら運転を行った。さよなら運転時は赤帯を剥がしたうえ、前面および側面には東横線の「急行」サボを掲出して走行した。

## 他鉄道事業者への譲渡
上記のアルミ試作車2両と、7600系に改造された9両を除く42両全車が他鉄道事業者に譲渡され、2021年3月末日現在でそのうち32両が営業運転に使用されている。
なお譲渡ではないが、下記の他に伊豆急行の1960年代の夏季多客時輸送に、デハ3600形・クハ3670形や7000系などとともに同社に貸し出されたことがある。

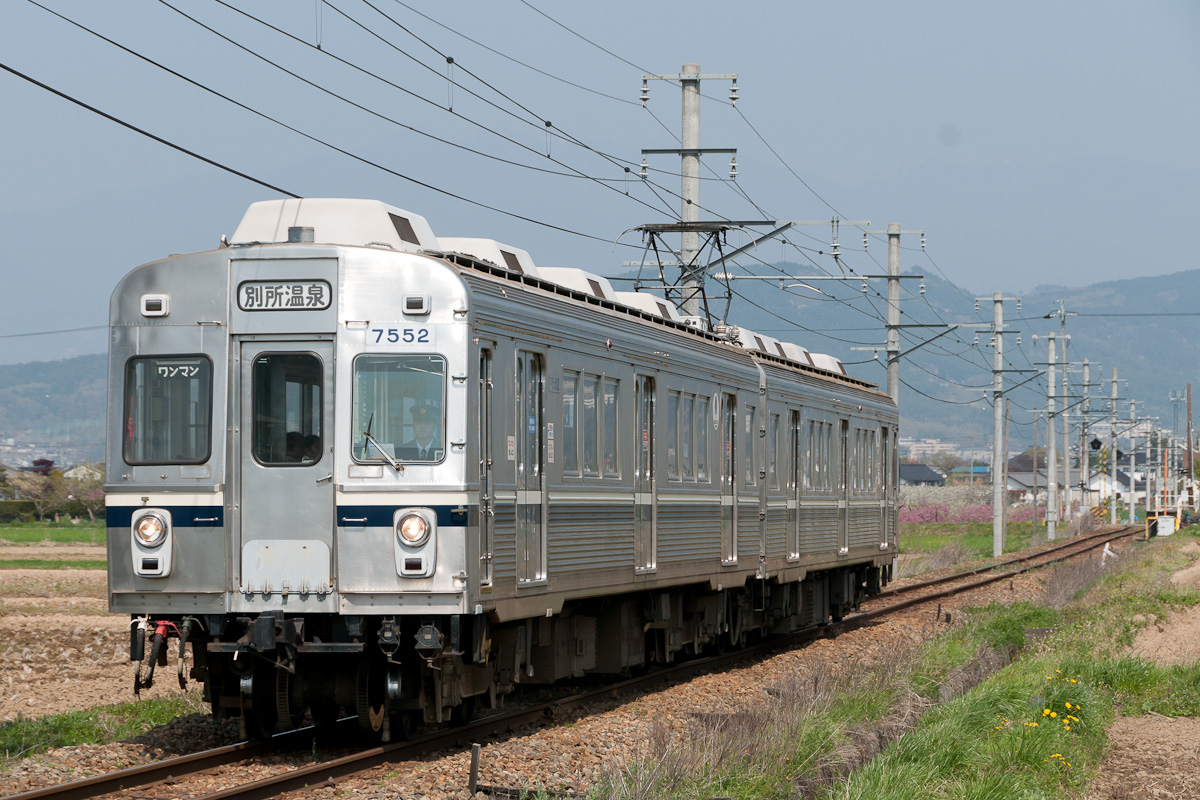
上田交通への譲渡車両
（写真は上田電鉄への分社後、2008年4月28日）

### 上田交通
上田交通には、デハ7200形・クハ7500形各5両の計10両が1993年に譲渡された。なお2005年に鉄道事業は上田電鉄に分社化されている。1000系の入線に伴い2018年5月をもって引退。豊橋鉄道と東急車輛製造に各2両が再譲渡された。

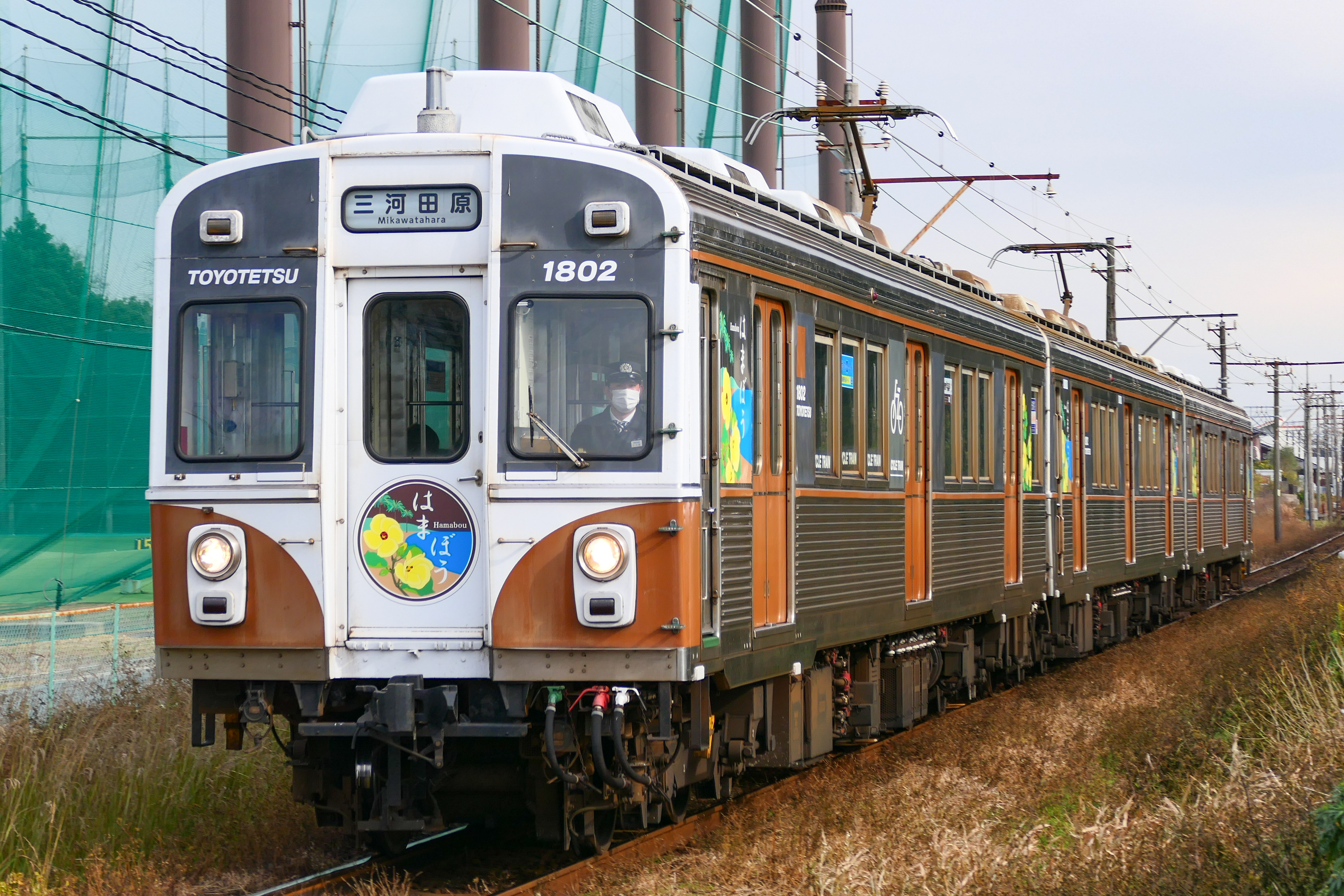
豊橋鉄道への譲渡車両
（2023年12月27日）

### 豊橋鉄道
豊橋鉄道にはデハ7200形15両・デハ7300形3両・デハ7400形3両・クハ7500形9両の計30両が2000年に譲渡され、1800系に改番された。デハ7200形のうち3両は部品取り車となったが、2001年に火災により営業用の車両が2両廃車されたため2両がその代替車となり、残り1両も2008年に上田電鉄からの譲渡車と編成を組んで営業運転に使用されている。

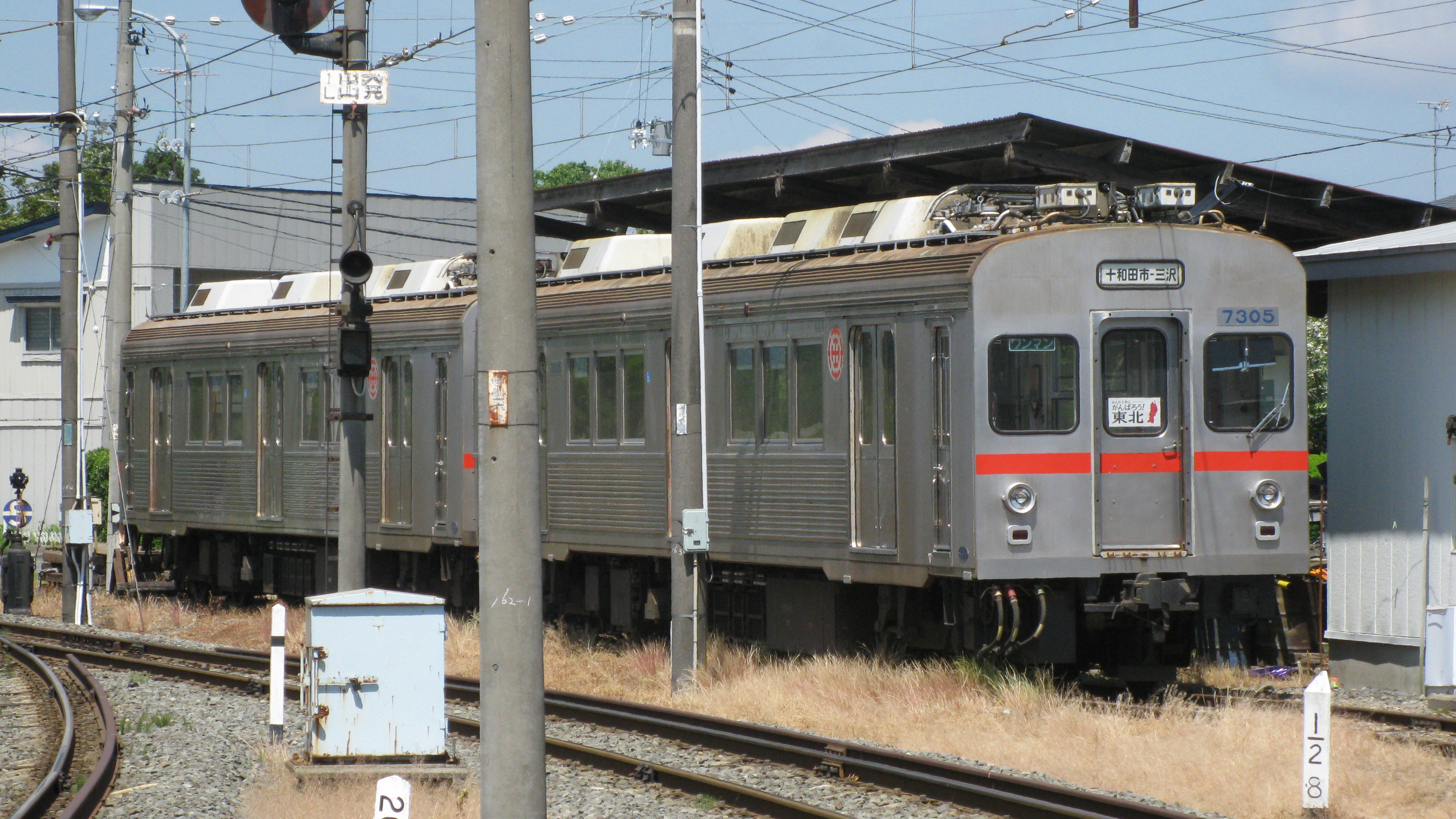
十和田観光電鉄への譲渡車両（新設運転台側）
（2011年6月16日）

### 十和田観光電鉄
十和田観光電鉄には、デハ7200形2両（デハ7211・デハ7259）が両運転台構造に改造された上で2002年に譲渡され、モハ7204・モハ7305となった。新設側の運転台は切妻形となっている。2012年3月31日、廃線に伴い全廃。2014年6月、大井川鐵道に再譲渡された。

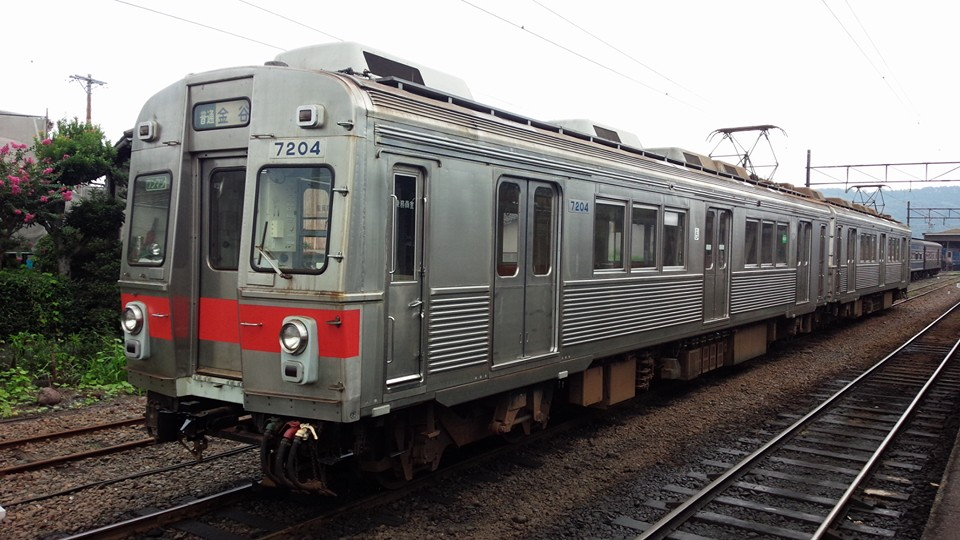
大井川鐵道への譲渡車両（既存運転台側）
（2016年8月18日）

### 大井川鐵道
大井川鐵道は、2014年6月に十和田観光電鉄から7200系2両の譲渡を受けた。運行開始時期は2014年の冬を予定していたが、諸事情で約2ヶ月遅れ、2015年2月23日の運行開始となった。運行開始以降2両編成での運用が続いていたが、2019年6月より全線での単行運転を開始した。